# Federação de Motociclismo do Estado do Ceará
A Federação de Motociclismo do Estado do Ceará (FMCE) é uma federação de entidades de motociclismo do Ceará. A FMCE está filiada a Confederação Brasileira de Motociclismo desde sua fundação em 25 de janeiro de 1996. Seu primeiro presidente foi Galdino Gabriel Maciel Ferreira. O atual é Alfredo Carneiro de Miranda Filho.